# پیر والنتی مورا
پیر والنتی مورا (انگلیسی: Pere Valentí Mora؛ زادهٔ ۱۸ دسامبر ۱۹۴۷) بازیکن فوتبال اهل اسپانیا است.
از باشگاه‌هایی که در آن بازی کرده‌است می‌توان به باشگاه فوتبال رایو وایکانو، باشگاه فوتبال رئال مورسیا، باشگاه فوتبال رئال اویدو، باشگاه فوتبال الچه، و باشگاه فوتبال بارسلونا اشاره کرد.
وی همچنین در تیم‌های ملی فوتبال زیر ۱۸ سال اسپانیا، زیر ۲۳ سال اسپانیا، اسپانیا، و کاتالونیا بازی کرده‌است.